# 昂格科格爾山
47°37′4″N 14°13′42″E / 47.61778°N 14.22833°E

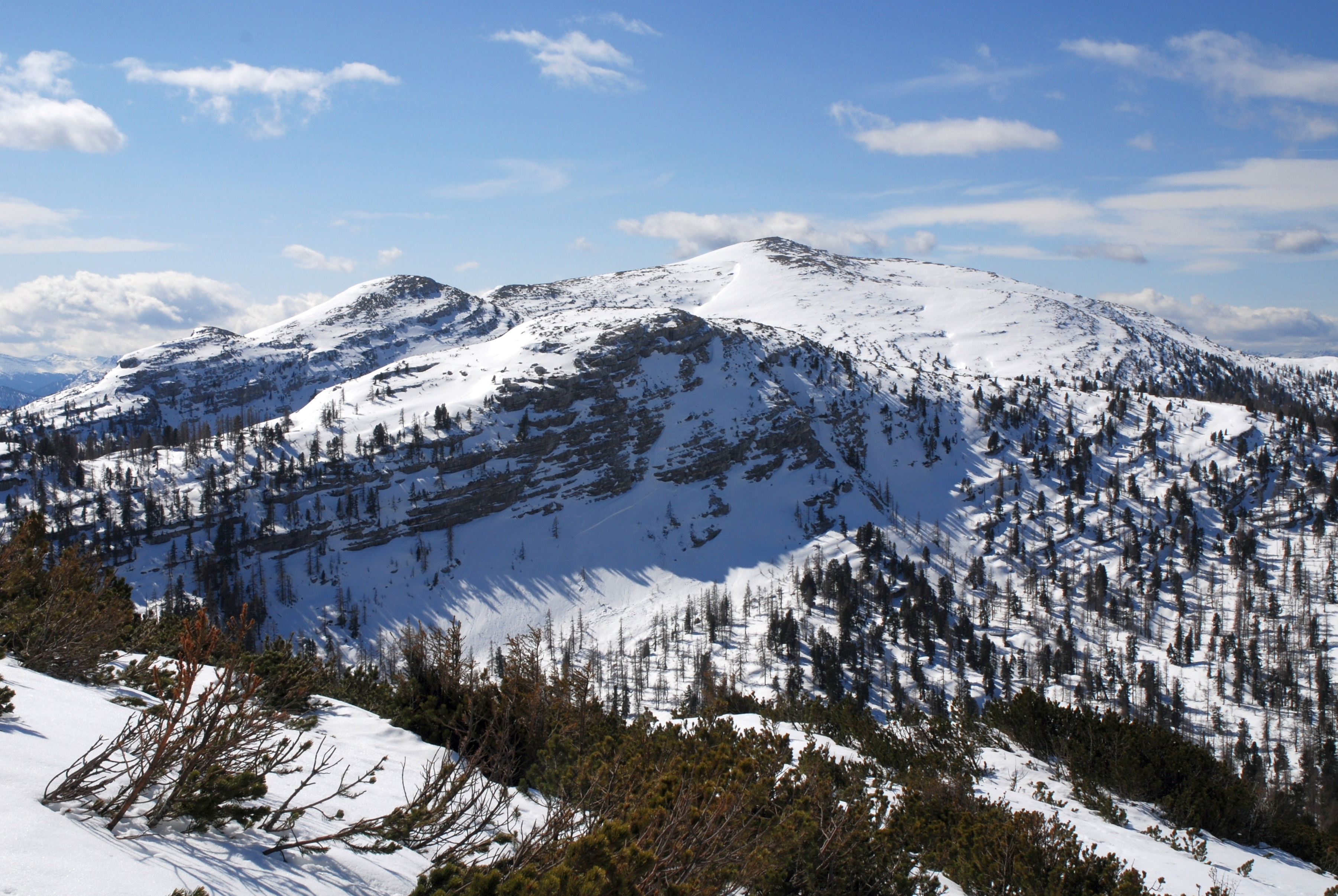

昂格科格爾山（德語：Angerkogel），是奧地利的山峰，位於該國東南部，由施泰爾馬克州負責管轄，屬於瓦申克山脈的一部分，海拔高度2,114米，每年平均降雨量1,578毫米。